# Patrik Wålemark
Jens Patrik Wålemark (sinh ngày 14 tháng 10 năm 2001) là một cầu thủ bóng đá chuyên nghiệp người Thụy Điển hiện đang thi đấu ở vị trí tiền vệ tấn công cho câu lạc bộ SC Heerenveen tại Eredivisie, cho mượn từ Feyenoord.

## Sự nghiệp thi đấu

### Thi đấu tại giải Allsvenskan
Tháng 7 năm 2020, anh ra mắt tại Allsvenskan, và anh thành công trong việc ghi 1 bàn thắng, có 2 đường kiến tạo và bị phạm lỗi trong vòng cấm để mang về một quả phạt đền.

### Feyenoord
Vào tháng 1 năm 2022, anh chuyển tới câu lạc bộ Feyenoord tại Hà Lan. Wålemark ghi bàn thắng đầu tiên cho đội bóng vào ngày 10 tháng 4 năm 2022, trong chiến thắng 4–1 trước Heracles Almelo tại Eredivisie.

#### Cho mượn tại Heerenveen
Vào ngày 31 tháng 8 năm 2023, Wålemark chuyển tới câu lạc bộ SC Heerenveen theo dạng cho mượn trong phần còn lại của mùa giải.

## Danh hiệu
Feyenoord
- Eredivisie: 2022–23[6]
- Á quân UEFA Europa Conference League: 2021–22[7]